# 脱メチル化
脱メチル化 (demethylation) は、分子からメチル基 (CH3) を除去する化学過程である。脱メチル化の共通するところはメチル基が水素原子に置換することで、結果として分子から炭素1個と水素2個が減ることになる。

## 生化学
生化学において、脱メチル化はデメチラーゼによって触媒される。この酵素はN-メチル基を酸化するが、これはヒストンといくつかのDNAで起こる。
{\displaystyle {\ce {R2N-CH3\ + O -> R2N-H\ + CH2O}}}
その酸化酵素群の一つは、シトクロムP450である。α-ケトグルタル酸-依存性非ヘム酵素は類似の経路によって動作し、DNAの脱メチル化のために活性化する。

## 有機化学
有機化学において、脱メチル化は一般にリグニン誘導体に多いエーテル、特にアリールエーテルの開裂を指す。この反応は一般に強い条件または強い試薬を必要とする。例えば、バニリンのメチルエーテルは250℃の条件と強塩基で除去する。リチウムジフェニルホスフィド (LiPPh2) のような強求核剤を使えば緩やかな条件でアリールエーテルを開裂できる。
三臭化ホウ素はメチルアリールエーテルの脱アルキル化を行う古典的試薬である。エーテル脱アルキル化の過程はまずホウ素中心とエーテル酸素による錯体で形成し、続けて臭化アルキルが脱離、ジブロモ（有機）ボランが生成する。ジブロモ（有機）ボランは加水分解を受けてアルコールまたはフェノール、ホウ酸および臭化水素を与える。
{\displaystyle {\ce {ROR\ + BBr3 -> RO^+(-BBr3)R}}}
{\displaystyle {\ce {RO^+(-BBr3)R -> ROBBr2\ + RBr}}}
{\displaystyle {\ce {ROBBr2\ + 3 H2O -> ROH\ + B(OH)3\ + 2 HBr}}}
また、メチルエステルの開裂は通常鹸化によって行われるが、脱メチル化も受けやすい。クラプコ脱炭酸など、高度に特化した脱メチル化もある。